# Po mojemu
Po mojemu – Wojciech Cejrowski – magazyn telewizyjny, ukazujący się na antenie TVN Style od 2008 do 2013 roku, prowadzony przez Wojciecha Cejrowskiego.
Wśród stałych punktów każdego odcinka znajdował się m.in. cykl To mnie wkurza, w którym gospodarz przedstawiał zrażające go aspekty otaczającej rzeczywistości, np. sposób podawania kawy czy korzystania z windy. Do każdego odcinka zapraszał gościa. W pierwszym sezonie – jak sam powiedział – zapraszane były ryje, czyli osoby rozpoznawalne. W drugim pojawiali się specjaliści z danej dziedziny. Dodatkowo pojawiły dwa nowe punkty programu: Nikt wam tego nie powie i Podróżnik WC. Odcinki kończyły się kącikiem muzycznym, w którym prezentowane były teledyski z Ameryki Południowej.

## Lista odcinków

### Sezon I
| Lp. | Gość                  | Data emisji      |
| --- | --------------------- | ---------------- |
| 1   | Marian Opania         | 6 marca 2008     |
| 2   | Cezary Żak            | 13 marca 2008    |
| 3   | Antoni Długosz        | 20 marca 2008    |
| 4   | Agnieszka Pilaszewska | 27 marca 2008    |
| 5   | Dorota Wellman        | 3 kwietnia 2008  |
| 6   | Xymena Zaniewska      | 10 kwietnia 2008 |
| 7   | Wojciech Mann         | 17 kwietnia 2008 |
| 8   | Szymon Majewski       | 24 kwietnia 2008 |
| 9   | Magda Mołek           | 1 maja 2008      |
| 10  | Rafał Bryndal         | 8 maja 2008      |
| 11  | Andrzej Sołtysik      | 15 maja 2008     |
| 12  | Ewa Bem               | 22 maja 2008     |
| 13  | Janusz Czapiński      | 29 maja 2008     |
| 14  | Piotr Rubik           | 5 czerwca 2008   |
| 15  | Joanna Godecka        | 12 czerwca 2008  |
| 16  | Ewa Wojciechowska     | 19 czerwca 2008  |

### Sezon II
| Lp. | Gość                | Data emisji |
| --- | ------------------- | ----------- |
| 1   | Krzysztof Pietuniak |             |
| 2   | Jacek Pogorzelski   |             |
| 3   | Pawel Drozdziak     |             |
| 4   | Jacek Raciecki      |             |
| 5   | Piotr Wroblewski    |             |
| 6   | Tomasz Golebiowski  |             |
| 7   | Piotr Sorokowski    |             |
| 8   | Jakub Ciepliński    |             |

### Sezon III
| Lp. | Gość              | Data emisji |
| --- | ----------------- | ----------- |
| 1   | Rafał Kubicki     |             |
| 2   | Artur Górecki     |             |
| 3   | Marek Potocki     |             |
| 4   | Jacek Pulikowski  |             |
| 5   | Monika Kaleta     |             |
| 6   | Jarosław Kosiński |             |
| 7   | ks. Artur Radacki |             |
| 8   | Jerzy Śliwa       |             |

### Sezon IV
| Lp. | Gość                                     | Data emisji  |
| --- | ---------------------------------------- | ------------ |
| 1   | Antoni Kordosow i Yaremi de las Mercedes | 3 marca 2013 |
| 2   | Marek Budajczak                          |              |
| 3   | Agnieszka Makowska                       |              |
| 4   | Rodzina Ciepłowskich                     |              |
| 5   | Małgorzata Puchłowska                    |              |
| 6   | Zofia Dłutek                             |              |
| 7   | Katarzyna Grzybowska                     |              |
| 8   | brak goscia                              |              |